# Ratiboř (Jindřichův Hradec-i járás)
Ratiboř település Csehországban, a Jindřichův Hradec-i járásban. Ratiboř Hatín, Kardašova Řečice, Roseč és Jindřichův Hradec településekkel határos. Lakosainak száma 207 fő (2024. január 1.).

## Népesség
A település lakosságának változását az alábbi diagram mutatja:
| Lakosok száma | 576  | 527  | 465  | 327  | 211  | 171  | 187  | 176  | 179  | 207  |
|               | 1869 | 1890 | 1921 | 1950 | 1980 | 2001 | 2017 | 2019 | 2022 | 2024 |